# Panamà (indumentària)

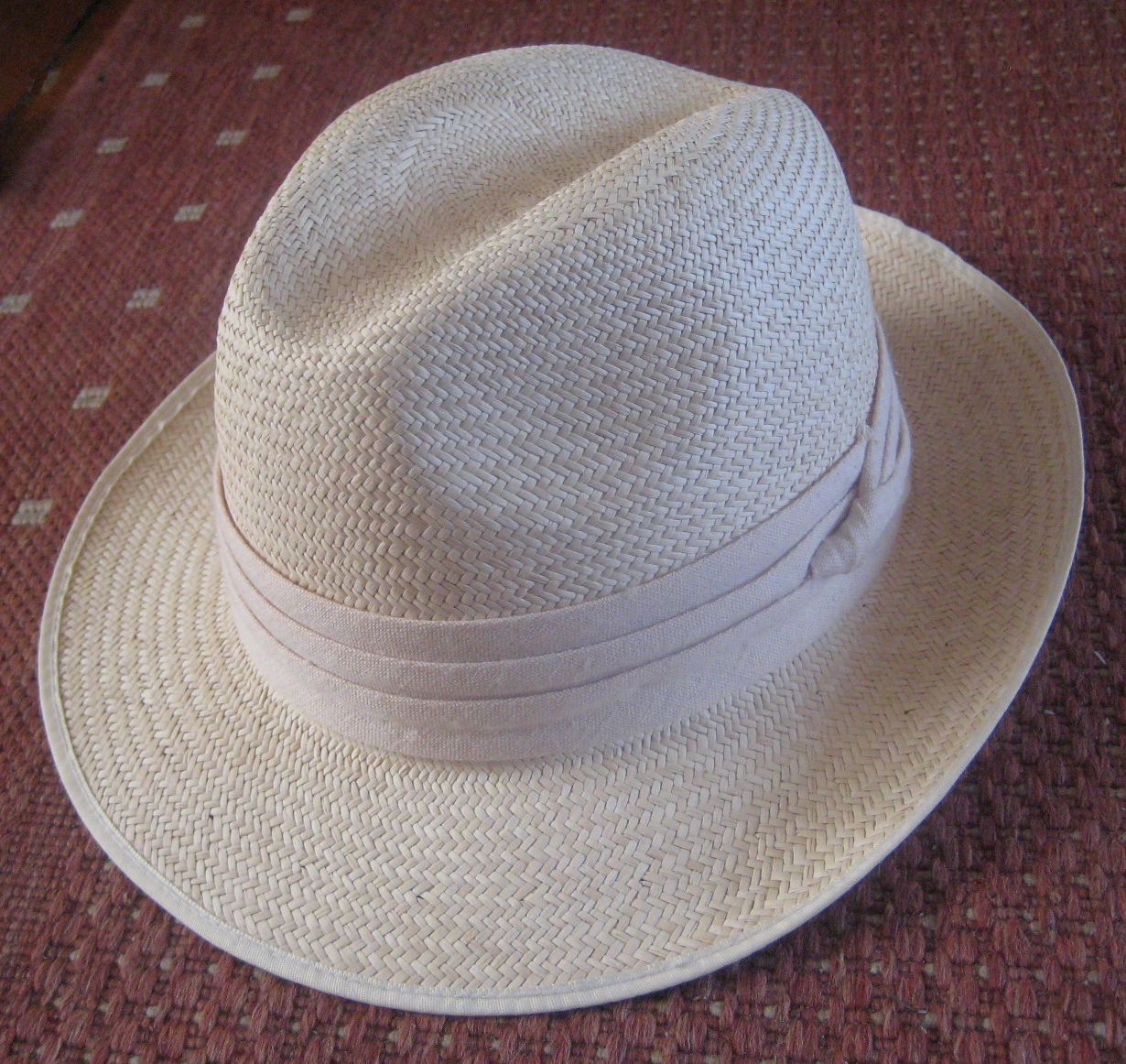
Un panamà amb forma de borsalino

El panamà, o barret panamà, és un barret de palla que imita la forma del barret de feltre. Aquest disseny procedeix de l'Equador (on és anomenat jipijapa); el nom amb què és conegut internacionalment sembla derivar del fet que s'exportaven a través del Panamà, o bé de la populartizació que rebé el 1906 en ésser dut pel president dels EUA Theodore Roosevelt en la inauguració del Canal de Panamà.
Des d'inicis del segle XX el panamà és prou habitual a l'estiu, i tot l'any en climes càlids; encara avui és el barret d'estiu més popular, potser perquè combina la frescor, i l'efectivitat en la protecció contra el sol, amb l'elegància d'un homburg o un borsalino. Actualment, però, se'n fan amb tota mena de formes. El capell de palla mallorquí és prou anàleg al panamà (o un tipus de panamà).